# おかやまATMネットサービス
おかやまATMネットサービス（おかやまエーティーエムネットサービス）は、中国銀行・トマト銀行・岡山県内の信用金庫・笠岡信用組合との間のATM・CD利用手数料無料提携サービスのことである。

## 概要
岡山県内の各金融機関はこれまで県境を跨いでの各金融機関ATM相互利用手数料無料サービスである「4BANKSネットサービス」や「しんきんATMゼロネットサービス」等によって利便性を図ってきたが、2007年10月の郵政民営化によって誕生した国内最大の金融機関であるゆうちょ銀行の発足により各金融機関共に危機感を抱くようになったことから、これまで他金融機関（セブン銀行などのコンビニATMやイオン銀行などを除けば）との提携を行わなかった中国銀行を始めトマト銀行や県内全7信用金庫及び県内2信用組合のうち笠岡信用組合の合計10金融機関と手を組みながら提携し、ATM相互利用手数料を無料化して利便性を向上させる取り組みである。
しかし岡山県内に本店を置く朝銀西信用組合については今回の提携を見送り、参加しない意向としている。

## サービス内容[1][2]

### 対象金融機関
- 中国銀行
- トマト銀行
- 岡山県内の信用金庫（おかやま・水島・津山・玉島・備北・吉備・備前日生）
- 笠岡信用組合

ただし本サービスの他、別の無料提携サービス（トマト銀行に関しては、他に広島銀行及び4BANKSネットサービス加盟金融機関共にATM利用手数料無料提携、他信用金庫相互間に関してはしんきんATMゼロネットサービス、笠岡信用組合に関してはしんくみ お得ねっと等がある。）が適用される場合がある。また、兵庫県赤穂市にある備前日生信金の1支店を除き県外の信用金庫も本サービスの対象外。

### 利用時間と手数料
- 中国銀行・トマト銀行・岡山県内の信用金庫（吉備信用金庫を除く）のATM
  - 平日 8:45 - 18:00の出金：無料
  - 平日 8:00 - 8:45と18:00 - 21:00の出金、土曜・日曜・祝日 9:00 - 17:00の出金：110円
- 吉備信用金庫・笠岡信用組合のATM
  - 平日 8:45 - 18:00の出金、土曜 9:00 - 14:00の出金：無料
  - 平日 8:00 - 8:45と18:00 - 21:00の出金、土曜 14:00 - 17:00の出金、日曜・祝日 9:00 - 17:00の出金：110円

### 対象ATM
- 上記対象金融機関が単独で設置しているATM
- 共同ATMの内、上記対象金融機関の何れかが幹事となるATM

なお上記対象金融機関同士での共同ATMも存在する（例：中国銀行とトマト銀行の共同ATMなど）。
- 岡山県以外では以下のATMが対象となる。
  - 中国銀行
    - 東京支店（東京都中央区）
    - 大阪支店（大阪府大阪市中央区）
    - 神戸支店（兵庫県神戸市中央区）
    - 加古川支店（兵庫県加古川市）
    - 姫路支店（兵庫県姫路市）
    - 赤穂支店（兵庫県赤穂市）
    - アース製薬坂越工場（兵庫県赤穂市）=ATMのみ
    - 米子支店（鳥取県米子市）
    - 福山支店（広島県福山市）
    - 福山市役所（広島県福山市）=ATMのみ
      - なお福山市役所には共同ATMは5台あるが、その全てが幹事行庫組合が異なる（中国銀行・広島銀行・しまなみ信用金庫・中国労働金庫・JAバンク広島（JA福山市））。

    - 福山駅（広島県福山市）=ATMのみ
    - 天満屋福山店（広島県福山市）=ATMのみ
    - 福山ロッツ（広島県福山市）=ATMのみ
    - イトーヨーカドー福山店（広島県福山市）=ATMのみ
    - 天満屋ハピータウンポートプラザ店（広島県福山市）=ATMのみ
    - 天満屋ハピータウンみどり町店（広島県福山市）=ATMのみ
    - フレスタ北吉津店（広島県福山市）=ATMのみ
    - 福山沖野上（広島県福山市）=ATMのみ
    - 福山胡町支店（広島県福山市）
    - 福山西支店（広島県福山市）
    - ショッピングプラザサファ福山（広島県福山市）=ATMのみ
    - 福山南支店（広島県福山市）
    - 福山卸センター（広島県福山市）=ATMのみ
    - 福山川口（広島県福山市）=ATMのみ
    - 福山東支店（広島県福山市）
    - 天満屋ハピータウン東福山店（広島県福山市）=ATMのみ
    - ハローズ大門店（広島県福山市）=ATMのみ
    - シャープ福山工場（広島県福山市）=ATMのみ
    - 伊勢丘モール（広島県福山市）=ATMのみ
    - 福山春日支店（広島県福山市）
    - 鞆支店（広島県福山市）
    - 千年支店（広島県福山市）
    - 内海ふれあいホール（広島県福山市）=ATMのみ
    - 松永支店（広島県福山市）
    - 福山市西部市民センター（広島県福山市）=ATMのみ（2008年4月1日設置）
    - ゆめタウン松永（広島県福山市）=ATMのみ
    - フレスタ松永店（広島県福山市）=ATMのみ
    - 神辺支店（広島県福山市）
    - フジグラン神辺（広島県福山市）=ATMのみ
    - ハローズ神辺店（広島県福山市）=ATMのみ
    - 駅家支店（広島県福山市）
    - 福山市北部市民センター庁舎外（広島県福山市）=ATMのみ
      - 福山市北部市民センター庁舎内は広島銀行幹事のため対象外

    - 新市支店（広島県福山市）
    - 府中支店（広島県府中市）
    - 府中天満屋（広島県府中市）=ATMのみ
    - イズミ府中店（広島県府中市）=ATMのみ
    - 府中東（広島県府中市）=ATMのみ
    - 本山工業団地（広島県府中市）=ATMのみ
    - 尾道支店（広島県尾道市）
    - アメニティーパークMATE（広島県尾道市）=ATMのみ
    - 天満屋ハピータウン向島店（広島県尾道市）=ATMのみ
    - 尾道駅前支店（広島県尾道市）
    - 東尾道支店（広島県尾道市）
    - ベイタウン尾道（広島県尾道市）=ATMのみ
    - 三原支店（広島県三原市）
    - 三原市役所（広島県三原市）=ATMのみ
    - ジャスコ新三原店（広島県三原市）=ATMのみ
    - フジグラン三原（広島県三原市）=ATMのみ
    - 三原西支店（広島県三原市）
    - 糸崎支店（広島県三原市）
    - 東城支店（広島県庄原市）
    - 三次支店（広島県三次市）
    - 竹原支店（広島県竹原市）
    - 呉支店（広島県呉市）
    - 広島支店（広島県広島市中区）
    - 広島舟入支店（広島県広島市中区）
    - 高松支店（香川県高松市）
    - 高松東支店（香川県高松市）
    - 高松南支店（香川県高松市）
    - 川東支店（香川県高松市）
    - 国分寺支店（香川県高松市）
    - 志度支店（香川県さぬき市）
    - 長尾支店（香川県さぬき市）
    - 津田支店（香川県さぬき市）
    - 三本松支店（香川県東かがわ市）
    - マルナカ引田店（香川県東かがわ市）=ATMのみ
    - 坂出支店（香川県坂出市）
    - 丸亀支店（香川県丸亀市）
    - 丸亀南支店（香川県丸亀市）
    - 大倉工業（香川県丸亀市）=ATMのみ
    - 多度津支店（香川県仲多度郡多度津町）
    - 四変テック（香川県仲多度郡多度津町）=ATMのみ
    - 善通寺支店（香川県善通寺市）
    - 琴平支店（香川県仲多度郡琴平町）
    - 詫間支店（香川県三豊市）
    - 山本（香川県三豊市）=ATMのみ
    - 観音寺支店（香川県観音寺市）
    - 豊浜支店（香川県観音寺市）
    - 川之江支店（愛媛県四国中央市）

  - トマト銀行
    - 神戸支店（兵庫県神戸市中央区）
    - 姫路支店（兵庫県姫路市）
    - 龍野支店（兵庫県たつの市）
    - 赤穂支店（兵庫県赤穂市）
    - 福山支店（広島県福山市）

  - 備前日生信用金庫
    - 赤穂支店（兵庫県赤穂市）

### 対象外ATM
以下のATMは本サービスの対象外となり、下記該当金融機関以外は通常の他行（MICS）利用手数料がかかる。
- 共同ATM・CDの内、上記対象金融機関以外が幹事となるATM・CD。以下に例示する。
  - 中国銀行が参加する福山市役所の共同ATM（5台あるが、その全てが幹事行庫組合が異なる）
    - 中国銀行幹事の1台：本サービスの対象。
    - 広島銀行幹事の1台：トマト銀行、中国銀行については個別にATM利用手数料無料提携が適用される。
    - しまなみ信用金庫幹事の1台：岡山県内の信用金庫についてはしんきんATMゼロネットサービスが適用される。
    - 中国労働金庫・JAバンク広島（JA福山市）幹事の2台：本サービスの対象外。

  - 広島銀行幹事で中国銀行が参加する下記の共同ATM（岡山県内の信用金庫・笠岡信用組合のみ対象外。理由は下記）
    - 福山市民病院（広島県福山市）
    - 福山市北部市民センター庁舎内（広島県福山市）
    - ユアーズ兼吉店（広島県尾道市）
    - みよしプラザ（広島県三次市）
      - なお、福山市北部市民センター庁舎外の共同ATMは中国銀行幹事のため本サービスの対象となる。
      - トマト銀行については個別にATM利用手数料無料提携が適用される。

  - 香川銀行幹事で中国銀行が参加する下記の共同ATM
    - ことでん瓦町駅前（香川県高松市）
    - 天満屋ハピータウン太田店（香川県高松市）
    - [マルナカ栗林南店（香川県高松市）
    - 三越高松店（香川県高松市）
    - ゆめタウン高松（香川県高松市）
    - イオンタウン多度津ショッピングセンター（香川県仲多度郡多度津町）
    - 天満屋ハピータウン善通寺店（香川県善通寺市）

  - 中国労働金庫幹事で中国銀行が参加する下記の共同ATM
    - パナソニックセミコンダクター社岡山工場（岡山県備前市）
- コンビニATM
  - 「イーネット」（おかやまATMネットサービス内では中国銀行のみが参加。中国銀行は岡山県の98台を管理（2008年9月30日現在））
  - 「ローソンATM」（おかやまATMネットサービス内では中国銀行のみが参加。中国銀行は岡山県の117台・香川県の45台を管理（2008年10月17日現在））
- 以下の店舗にはATMが設置されていない。
  - トマト銀行
    - 東京支店（東京都千代田区）
    - 大阪支店（大阪府大阪市西区）

## 備考
- 入金・通帳利用取引・当座預金口座のキャッシュカード及び法人キャッシュカードによる利用はそれぞれの自行庫組合ATMのみとなる。
- 中国銀行の「ちゅうぎんポイントサービス」、ICキャッシュカード「DREAMe-W」によるATM手数料優遇はそれぞれの行庫組合ATMでは適用されない。
- 1月1日 - 3日・5月3日 - 5日は各行庫組合（一部金融機関を除く）ともATMを稼動させているが、この期間は提携ネットワーク（MICS）が休止している為、それぞれの自行庫組合ATMでしか利用出来ない（ただし5月3日 - 5日の内の日曜はMICSは通常稼動する為に利用出来る。）。

## 沿革
- 2008年（平成20年）6月2日 - サービス開始。